# RYB

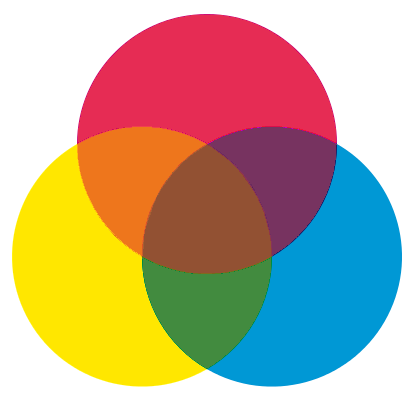
Субтрактивный синтез в системе RYB

RYB — цветовая модель субтрактивного синтеза, основанная на составлении цвета из красного, жёлтого и голубого/синего. Акроним «RYB» образован от английских названий основных цветов (Red, Yellow, Blue) по аналогии с современными цветовыми моделями. Эта сложившаяся исторически система предшествовала возникновению науки о цвете. Она имела хождение, прежде всего, в Европе времён Возрождения и раннего Нового времени, не вписывается в современные представления о восприятии спектра видимого света в трехстимульной модели зрения, однако её культурное влияние до сих пор сохраняется в изобразительном искусстве. 

## Историческая цветовая модель художников

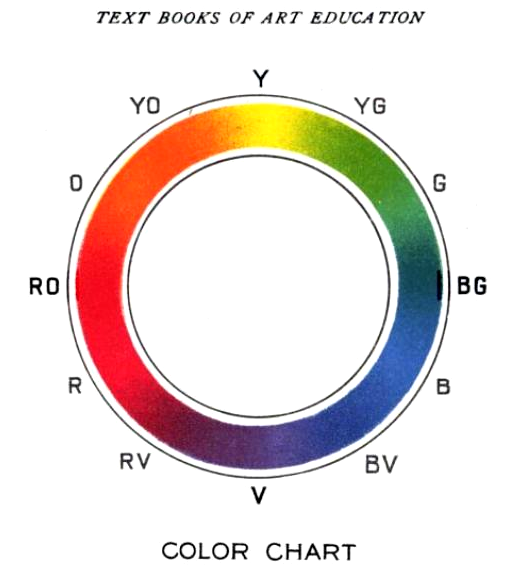
Иллюстрация 1904 года. Указанный цвет «R» ближе к малиновому, чем к «R» из RGB.

Для анализа цветовой модели RYB необходимо уяснить, что художники Европы времён Возрождения и Нового времени понимали под основными цветами, называемыми «красным», «жёлтым» и «голубым (синим)», и по каким причинам они выбрали именно такую триаду. Издавна было замечено, что смешением двух красок можно получать новые (промежуточные) тоны цвета. Так, из жёлтой и голубой красок можно получить хороший (насыщенный) зелёный, а жёлтый с красным дают почти безупречный оранжевый. Однако смешение оранжевой краски с зелёной даст тусклый (тёмный) жёлтый цвет. Это наталкивало на мысль, что зелёный, оранжевый, и разные их варианты является смесями основных цветов, а вот жёлтый цвет заведомо не состоит из соседних с ним тонов.
Чтобы получить различные варианты красного цвета, можно смешать жёлтый с цветом, известным теперь как маджента, однако доступных пигментов пурпурной гаммы в старину было мало и, по-видимому, ни один из них не годился на роль «составной части» красного цвета. В качестве опорного цвета для красных цветов старинные художники могли лишь выбирать из доступных им красных пигментов те, что наиболее далеки от жёлтого, и именно такие могли ими считаться «чистым» красным. Подходящий выбор опорного цвета в области голубого — синего обеспечивал как достаточно чистые зелёные, так и удовлетворительные (по тем временам) фиолетовые и пурпурные тона.
Опыты Ньютона с расщеплением света при помощи призм стали основой будущей физики цвета. Конкурирующим учением о цветовосприятии на основе цветового пространства RYB и физикой цвета явились работы И. В. фон Гёте. Гёте был уверен в мистической природе цвета и фактически выступал оппонентом ньютоновской и современной физики цвета.

## История
Первыми учёными, предложившими считать три основных цвета для художников, были Скармильони (1601), Савот (1609), де Будт (1609) и Агилониус (1613). Из них наибольшее влияние оказала работа Франциска Агилониуса (1567—1617).
Якоб Кристоф Ле Блон первым применил цветовую модель RYB в полиграфии, в частности в меццо-тинто, и использовал отдельные пластины для каждого цвета: жёлтого, красного и синего плюс чёрный для придания оттенков и контраста. В книге «Coloritto» Ле Блон утверждал, что «искусство смешивания цветов… в живописи позволяет изображать все видимые объекты тремя цветами: жёлтым, красным и синим; ибо все цвета могут быть составлены из этих трёх, которые я называю примитивными». Ле Блон добавил, что из красного и жёлтого получается оранжевый, из красного и синего — фиолетовый, а из синего и жёлтого — зелёный.
В XVIII веке Мозес Харрис утверждал, что из трёх «примитивных» цветов — красного, жёлтого и синего — можно создать множество цветов.
Мериме говорил о «трёх простых цветах (жёлтом, красном и синем)», которые могут создавать большую гамму цветовых нюансов. «Соединённые попарно, эти три простых цвета рождают три других цвета, столь же отчётливых и ярких, как и их оригиналы; так, жёлтый, смешанный с красным, даёт оранжевый, красный и синий — фиолетовый, а зелёный получается при смешении синего и жёлтого». Мериме проиллюстрировал эти цветовые отношения с помощью простой диаграммы, расположенной между страницами 244 и 245: Хроматическая шкала (Echelle Chromatique). De la peinture à l’huile : ou, Des procédés matériels employés dans ce genre de peinture, depuis Hubert et Jean Van-Eyck jusqu'à nos jours была опубликована в 1830 году, а английский перевод, выполненный У. Б. Сарсфилдом Тейлором, вышел в Лондоне в 1839 году.
Аналогичные идеи о создании цвета с помощью красного, жёлтого и синего цветов были изложены в «Теории цветов» (1810) немецкого поэта, теоретика цвета и государственного министра Иоганна Вольфганга фон Гёте.
В работе «Закон одновременного цветового контраста» (1839) французского химика-промышленника Мишеля Эжена Шеврёля обсуждалось создание многочисленных цветовых нюансов, а его цветовые теории были положены в основу цветовой модели RYB.
Отдельно от цветовой модели RYB голубой, пурпурный и жёлтый первичные цвета связаны с цветовой моделью CMYK, широко используемой в полиграфии. Голубой, пурпурный и жёлтый цвета часто называют «технологическим синим», «технологическим красным» и «технологическим жёлтым».

## Интерпретации в современной популярной литературе
Современные бумажные и цифровые издания часто возвращаются к мистике цвета Гёте, в силу традиции преподавания теории цвета в первых школах дизайна в Германии начала 20 века. В следующей таблице показаны 12 цветов цветового круга RYB, в котором приводится типология цветов на основе мистической природы цвета, разработанной Гёте. Цвета здесь подразделяются на основные (или цвета первого порядка), составные (цвета второго порядка) и сложные (третий порядок). По представлению Гёте и его последователей цвета произошли от борьбы «света» и «тьмы». Первыми из этой борьбы появились красный, жёлтый и синий — цвета первого порядка, эти цвета Гёте наблюдал на развертке пучка света с помощью призмы у самого начала конуса развертки. Эта мистическая модель развита последователем Гёте Йоханесом Иттеном в книге «Искусство цвета». Эстетико-мистические изыскания Иттена проводились во время преподавания в одной из самых знаменитых дизайн школ мира Баухаусе с 1919 года. Из-за почтения к основателям Баухауса во многих дизайнерских школах мира книга Иттена, основанная на цветовом пространстве RYB, широко распространена.
| №  | Цвет                          | Порядок цвета |
| -- | ----------------------------- | ------------- |
| 1  | Красный                       | I             |
| 2  | Красно-оранжевый              | III           |
| 3  | Оранжевый                     | II            |
| 4  | Жёлто-оранжевый               | III           |
| 5  | Жёлтый                        | I             |
| 6  | Жёлто-зелёный                 | III           |
| 7  | Зелёный                       | II            |
| 8  | Сине-зелёный                  | III           |
| 9  | Синий                         | I             |
| 10 | Сине-фиолетовый               | III           |
| 11 | Фиолетовый                    | II            |
| 12 | Красно-фиолетовый (пурпурный) | III           |

## Культурное влияние
Одним из следов системы RYB в культуре является популярное предубеждение, что красный и зелёный являются дополнительными цветами. В действительности, при аддитивном и субтрактивном синтезах красного и зелёного результирующие цвета не получаются ахроматическими.